# Victoria II
Victoria II je druhý díl úspěšného realtimového politického simulátoru Victoria od Paradox Interactive. Vyšla 13. srpna 2010 na počítačovou platformu Windows a zhruba o měsíc později na Mac OS X. Stejně jako její předchůdce, Victoria II uvádí hráče do role vůdce jakéhokoliv státu roku 1836, a provede ho až o 100 let později, tedy rok 1936. Na hráči je tedy postarat se o svůj stát po politické, diplomatické, ekonomické, vojenské a technologické stránce. Při hře je čistě na hráči, zda se bude držet historických faktů, nebo se vydá na vlastní cestu a vybuduje si svoje vlastní impérium.